# Monty Meets Sly and Robbie
Monty Meets Sly and Robbie est un album du pianiste jamaïcain Monty Alexander, réalisé en association et produit par le duo rythmique Sly and Robbie.
Plusieurs standards de jazz tels que « Chameleon » de Herbie Hancock, « The "In" Crowd » de Ramsey Lewis, « The Sidewinder » de Lee Morgan, « People Make the World Go 'Round » de The Stylistics ou « Moanin' » de Bobby Timmons sont mélés avec les compositions de l'artiste et ré-interprétés de manière à offrir la fusion entre jazz et reggae.

## Pistes de l'album
1. Chameleon - 5:10
2. Monty's Groove - 5:27
3. Soulful Strut - 5:23
4. The "In" Crowd - 5:16
5. The Sidewinder 5:03
6. People Make the World Go 'Round 5:14
7. (Do the) Kool Step 4:30
8. Moanin' 5:09
9. Mercy, Mercy, Mercy 4:38
10. Hot Milk 5:49

## Crédits
- Monty Alexander : piano, melodica
- Sly Dunbar : batterie, machines
- Robbie Shakespeare : basse
- Handel Tucker : clavier
- Jay Davidson : saxophone
- Steve Jankowski : trompette
- Desmond "Desy" Jones : percussion